# Estación Suramericana (Metro de Medellín)
La Estación Suramericana es la quinta estación de la línea B del Metro de Medellín de oriente a occidente y la tercera en sentido contrario. Está enlazada con la línea de alimentación C.

## Descripción
Se trata de una estación elevada en el sector centroccidental de la ciudad, junto a la Quebrada La Hueso y cercana, entre otros, a la Biblioteca Pública Piloto, las universidades Nacional y Universidad Católica Luis Amigó, el cerro El Volador y la Plaza de toros La Macarena.
En su exterior hay una fuente con la escultura Monumento a la vida de Rodrigo Arenas Betancourt, y el baldosín pintado Nuestra Señora de la Macarena, de Gabriel Ripol.

## Diagrama de la estación
| NIVEL 2   |                                                                                     |         |                  |
|           | Plataforma lateral, las puertas se abren a la derecha                               |         |                  |
| Occidente | ← hacia Estación Estadio (Estación San Javier) → hacia Estación Caribe (Terminal)   | Oriente |                  |
| Occidente | → hacia Estación Caribe (Terminal) → hacia Estación Cisneros (Estación San Antonio) | Oriente |                  |
|           | Plataforma lateral, las puertas se abren a la derecha                               |         |                  |
|           |                                                                                     |         |                  |
| SUELO     |                                                                                     |         | Salida / Entrada |

## Horario
| Horarios de estación                  | Lunes a viernes | Sábado | Domingo y festivos |
| ------------------------------------- | --------------- | ------ | ------------------ |
| Primer tren con dirección San Antonio | 04:30           | 04:30  | 05:00              |
| Primer tren con dirección San Javier  | 04:33           | 04:33  | 05:04              |
| Último tren con dirección San Antonio | 22:55           | 22:55  | 22:15              |
| Último tren con dirección San Javier  | 23:07           | 23:07  | 22:26              |

## Ruta integrada
| RUTA | NOMBRE        | DESTINO |
| ---- | ------------- | ------- |
| 253i | Robledo Aures |         |

## Zonas de interés
- Barrio Carlos E. Restrepo
- Biblioteca Pública Piloto
- Sistema de bicicletas públicas EnCicla
- Universidad Nacional de Colombia